# Sydney Johnson
Sydney Amilcar Johnson (Lansing, 26 aprile 1974) è un ex cestista e allenatore di pallacanestro statunitense con cittadinanza francese.

## Carriera
Johnson, di ruolo playmaker-guardia, ha militato in NCAA nelle file della Princeton University. Trasferitosi in Italia, ha disputato la Serie A2 prima a Gorizia poi alla Viola Reggio Calabria. Nelle stagioni seguenti ha militato in Serie A1 (poi Serie A) fino al 2002.
Dal 2002 al 2004 ha disputato la Liga ACB spagnola con il Girona, per poi fare ancora ritorno in Italia alla Mens Sana Basket per il finale di stagione 2003-04 senza mai essere convocato.
Dopo il ritiro del 2004, ha iniziato la carriera di allenatore nella NCAA: dapprima come assistente alla Georgetown University (dal 2004 al 2007), poi come capo allenatore della Princeton University.

## Palmarès
- Ivy League: 2

Princeton University: 1995-96, 1996-97